# Österreich-Rundfahrt 2005
Die 57. Österreich-Rundfahrt begann am 4. Juli 2005 und endete am 10. Juli mit der Schlussetappe in Wien. Zum ersten Mal konnte ein Spanier, nämlich Juan Miguel Mercado, die Tour für sich entscheiden und gewann mit 0:16 Minuten Vorsprung auf den Schweizer Johann Tschopp und weiteren 0:14 Minuten auf den Österreicher Gerhard Trampusch.

## Überblick
Die 57. Tour war geprägt von Kürzungen und Kuriositäten. Auf der ersten Etappe wurde das Peloton von einem Bahnschranken aufgehalten, den eine Ausreißergruppe passieren konnte, im Lauf der zweiten Etappe hätte das Fuschertörl überquert werden sollen, wegen Schlechtwetter wurde dort jedoch eine Bergankunft eingerichtet. Bei der dritten Etappe wählten vier Ausreißer kurz vor dem Ziel, einem Polizeimotorrad folgend, die falsche Abzweigung und landeten mitten im Berufsverkehr von Kitzbühel. Danach sprangen sie über die Absperrung zur Zielgeraden und fuhren verärgert ins Ziel, wohlwissend dass dies eine Zurückreihung zur Folge hatte. Sieger dieser Etappe wurde Maarten den Bakker aus den Niederlanden.
Die 5. Etappe musste wegen Schneefalls auf den Bergen und eines Murenabgangs von 201 Kilometern auf nur 50 gekürzt werden. Dies kam zwei Ausreißern zugute, die ihren Vorsprung bis ins Ziel retten konnten.

## Etappenübersicht
| Etappen   | Tag      | Start – Ziel                 | km       | Etappensieger       | Gelbes Trikot       |
| --------- | -------- | ---------------------------- | -------- | ------------------- | ------------------- |
| 1. Etappe | 4. Juli  | Linz – Salzburg              | 186,5    | Sergio Marinangeli  | Sergio Marinangeli  |
| 2. Etappe | 5. Juli  | Salzburg – Fuschertörl       | 118,5    | Juan Miguel Mercado | Juan Miguel Mercado |
| 3. Etappe | 6. Juli  | Lienz – Kitzbühel            | 179      | Maarten den Bakker  | Juan Miguel Mercado |
| 4. Etappe | 7. Juli  | Kitzbühel – Kitzbüheler Horn | 10 (BZF) | Gerhard Trampusch   | Juan Miguel Mercado |
| 5. Etappe | 8. Juli  | Salla – Graz                 | 52,5     | Michael Barry       | Juan Miguel Mercado |
| 6. Etappe | 9. Juli  | Graz – Podersdorf            | 207      | Fabrizio Guidi      | Juan Miguel Mercado |
| 7. Etappe | 10. Juli | Wien                         | 130      | Jochen Summer       | Juan Miguel Mercado |